# Cancelo
Cancelo è un singolo del rapper italiano Rhove, pubblicato il 17 marzo 2022.
Il titolo del singolo fa riferimento al calciatore portoghese João Cancelo.

## Tracce
Testi e musiche di Samuel Roveda.
1. Cancelo – 2:54

## Classifiche

### Classifiche settimanali
| Classifica (2022) | Posizione massima |
| ----------------- | ----------------- |
| Italia            | 18                |

### Classifiche di fine anno
| Classifica (2022) | Posizione |
| ----------------- | --------- |
| Italia            | 71        |